# Madagaskarnachtzwaluw
De madagaskarnachtzwaluw (Caprimulgus madagascariensis) is een vogel uit de familie van de nachtzwaluwen (Caprimulgidae).

## Verspreiding en leefgebied
De vogel komt alleen op Madagaskar en Aldabra voor. Het leefgebied bestaat uit tropisch laagland- en heuvellandbos.
De soort telt 2 ondersoorten:
- C. m. aldabrensis: Aldabra.
- C. m. madagascariensis: Madagaskar.

## Status
De madagaskarnachtzwaluw heeft een groot verspreidingsgebied en daardoor is de kans op uitsterven gering. De grootte van de populatie is niet gekwantificeerd. Er is geen aanleiding te veronderstellen dat de soort in aantal achteruit gaat. Om deze redenen staat deze nachtzwaluw als niet bedreigd op de Rode Lijst van de IUCN.